# Кушиташвили, Василий Павлович
Васо Кушиташвили (Василий Павлович Кушиташвили; 25 апреля 1894, Тифлис, Российская империя — 20 января 1962, Сухуми, Грузинская ССР) — грузинский советский театральный режиссёр и педагог, народный артист Грузинской ССР (1958).

## Биография
Родился 25 апреля 1894 года в Тифлисе, в Тифлисской губернии Российской империи.
В 1913 году поступил в Московский университет н одновременно в 1914—1916 годах учился в студии при Театре имени В. Ф. Комиссаржевской в Москве (педагоги: Ф.Ф. Комиссаржевский и В.Г. Сахновский).
В 1918—1919 годах поставил в Тбилиси свои первые спектакли: «Антигона» Софокла и другие.
В 1919—1933 годах жил заграницей, и работал режиссёром во Франции — в Парижских театрах Антуана, «Одеон» и «Ателье», а затем в США — где поставил «Вишнёвый сад» А.П. Чехова.
В 1933 году вернулся в Грузию и с 1934 года работал в Грузинском театре им. К. А. Марджанишвили в Тбилиси, где поставил такие спектакли как: «Женитьба Фигаро» (1937); «Рюи Блаз» Гюго (1941), «Гора дум» Шатберашвили (1945), «Маскарад» (1946), «Русский вопрос» (1947), «Мария Стюарт» (1955); «Лавина» М.Н. Мревлишвили (1956), «Ричард III» (1957).
В 1933—1958 годах вёл педагогическую работу в грузинском Театральном институте имени Шота Руставели и в театральных студиях Тбилиси.
Руководил театрами в Зугдиди (1948), в Гори (1950—1952), в Кутаиси (1952—1954) и в Сухуми (1961—1962).
Деятельность Васо Кушиташвили способствовала развитию советского грузинского театра.
Скончался 20 января 1962 года в городе Сухуми Грузинской ССР, в СССР.

### Характеристика творчества
Характеризуется как режиссёр реалистической школы, воспитанный в традициях передового русского театра. Кушиташвили ставил спектакли, отличающиеся чувством меры, гармоничным сочетанием всех элементов спектакля, сценической культурой.

## Награды и премии
- Народный артист Грузинской ССР (1958)
- Орден Трудового Красного Знамени (1950)[3]

## Работы в театре
- «Антигона» Софокла (1918);
- «Женитьба Фигаро» П. Бомарше (1937);
- «Рюи Блаз» В. Гюго (1941);
- «Маскарад» М. Лермонтова (1946);
- «Мария Стюарт» Ф. Шиллера (1955);
- «Лавина» М.Н. Мревлишвили (1956);
- «Ричард III» У. Шекспира (1957);
- и другие.